# AITO (marca d'automòbils)
AITO (en xinès: 问界, en pinyin: Wènjiè) és una marca xinesa de vehicles elèctrics del fabricant xinès Seres Group. La marca ofereix cotxes elèctrics amb sistemes de conducció autònoma i el sistema operatiu HarmonyOS, de l'empresa Huawei.
AITO és la primera marca sota el model de col·laboració Harmony Intelligent Mobility Alliance (HIMA, 鸿蒙智行), en què l'empresa Huawei proporciona solucions per a vehicles intel·ligents a fabricants d'automòbils tradicionals. Huawei també va anunciar que altres fabricants socis com Chery, BAIC Motor i JAC Motors també aplicaran un model de negoci similar.

## Història
El desembre de 2021, Huawei va anunciar el llançament de la marca AITO i va donar a conèixer el seu primer vehicle AITO M5, el primer vehicle desenvolupat conjuntament per Huawei i Seres Group. La maquinària del cotxe es va basar en el SUV Seres SF5. Seres Group s'encarrega de tot el cicle de vida del vehicle, incloent-hi l'investigació i desenvolupament, la fabricació i el servei postvenda. Huawei participa principalment en definir dels productes, desenvolupament i vendes de canals. Ambdues empreses es dediquen conjuntament al control de qualitat i al màrqueting. Més tard l'any 2023, Huawei va començar a gestionar la postvenda i els lliuraments juntament amb Seres. Els vehicles AITO són distribuïts oficialment per Seres Auto Sales Co., Ltd.
El març de 2023, el nom de la marca va canviar breument de "AITO问界" (AITO Wènjiè) a "华为问界" (Huawei Wènjiè), però l'1 d'abril d'aquell mateix any Yu Chendong, el director general de Huawei Terminal BG i Smart Car Solution BU, va fer retirar de les botigues AITO tots els materials promocionals relacionats amb Huawei.
El juny de 2023, el nom xinès de l'AITO (问界; Wènjiè) i la seva marca registrada es van transferir d'una empresa anomenada Beijing Ruidekaizhuo Technology and Trade Co., Ltd. a Huawei. Tot i això, la marca registrada transferida a Huawei en aquell moment no incloïa el nom de la marca en anglès "AITO" i el seu logotip a la Classe 12 de la Classificació de Niça (per a vehicles), que encara pertany a Seres.
El juliol de 2024, Huawei va anunciar transferir les marques comercials en anglès d'AITO i les patents que té relacionades amb el grup Seres per un cost de 2.500 milions de RMB. Segons Yu Chendong, president de Huawei Intelligent Automotive Solutions, el motiu de la transferència va ser la regulació del govern xinès, que establia que les marques d'automòbils han de ser propietat dels seus fabricants.

## Funcionament
Segons el conseller delegat de Huawei Terminal Business Group i director general de la unitat de negoci Smart Car Solution, Yu Chengdong, la marca AITO és un ecosistema empresarial i un model de negoci innovador. Huawei no fabricarà directament cotxes, sinó que es dedicarà a ajudar les empreses automobilístiques a vendre els seus vehicles mitjançant el disseny de productes, la gestió de la cadena de subministrament, el control de qualitat, l'ecosistema de programari, la gestió de l'experiència d'usuari, el màrqueting de la marca i els canals de venda.
Cada fabricant soci de Huawei s'especialitzarà en determinades categories de vehicles, amb línies de productes diferents.

## Tecnologia

### Cabina HarmonyOS
La cabina HarmonyOS (HarmonyOS Cockpit) és el disseny de Huawei per a la cabina del conductor dels cotxes AITO. La seva unitat central és un sistema monoxip de la línia Kirin, i el sistema compta amb una pantalla de realitat augmentada (AR-HUD) i un conjunt de dispositius intel·ligents. Huawei va obrir les API de la cabina HarmonyOS per a permetre als fabricants d'automòbils, proveïdors i socis de l'ecosistema a desenvolupar noves funcions.

### Sistema de conducció autònoma
Els vehicles AITO estan equipats amb un sistema de conducció autònoma desenvolupat per Huawei. El sistema actual està compost de 128 LiDARs, 11 càmeres d'alta definició, 3 radars mmW, 12 radars ultrasònics i un conjunt de xips de desenvolupament propi de Huawei.
El sistema de conducció autònoma està entrenat amb dades de conducció reals i pot assolir una conducció autònoma de nivell 2+. Pot realitzar judicis i operacions semblants a les persones, com ara girs precisos, donar pas als vianants, reconèixer i evitar obstacles irregulars, i detectar i evitar animals. També pot aparcar autònomament.
Segons Huawei, el sistema de conducció autònoma té un preu de 36.000 RMB (uns 5.200 USD) per vehicle quan es ven al fabricant associat.

## Productes

### Models actuals
- AITO M5 (2022-present), SUV de mida mitjana
- AITO M7 (2022-present), SUV de mida mitjana
- AITO M9 (2023-present), SUV de mida completa
- AITO M8 (pròximament), SUV de mida mitjana

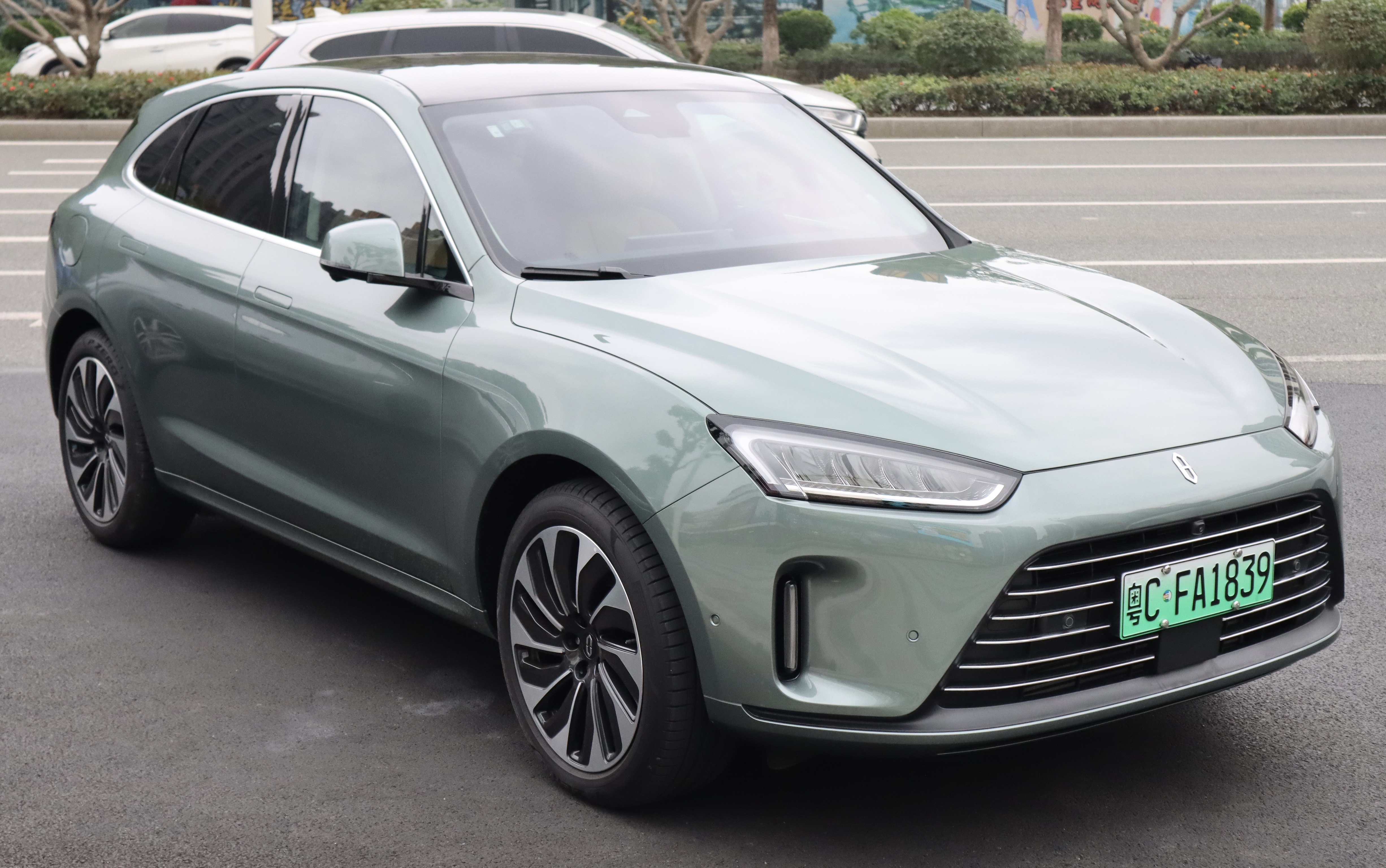
AITO M5
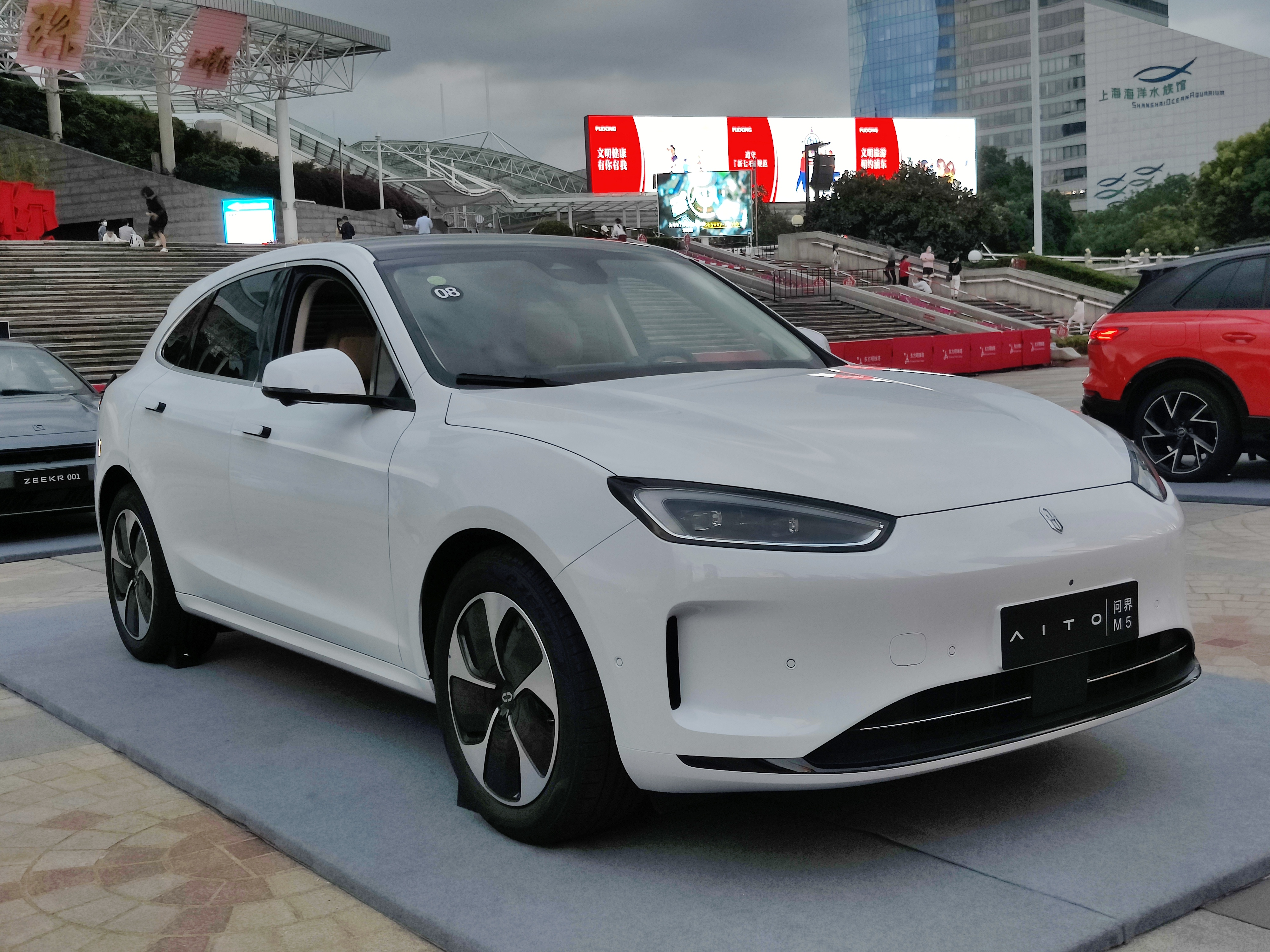
AITO M5 EV
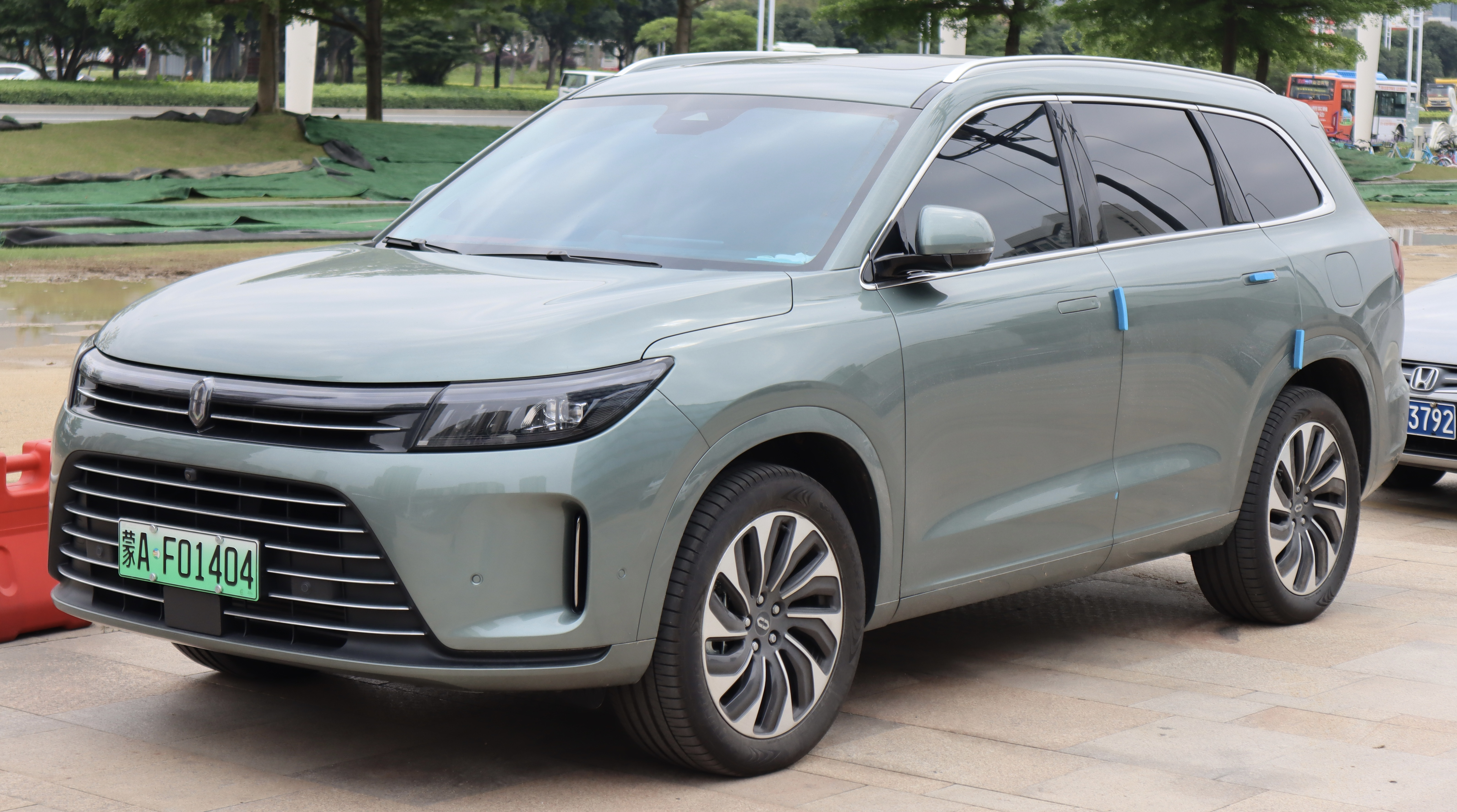
AITO M7
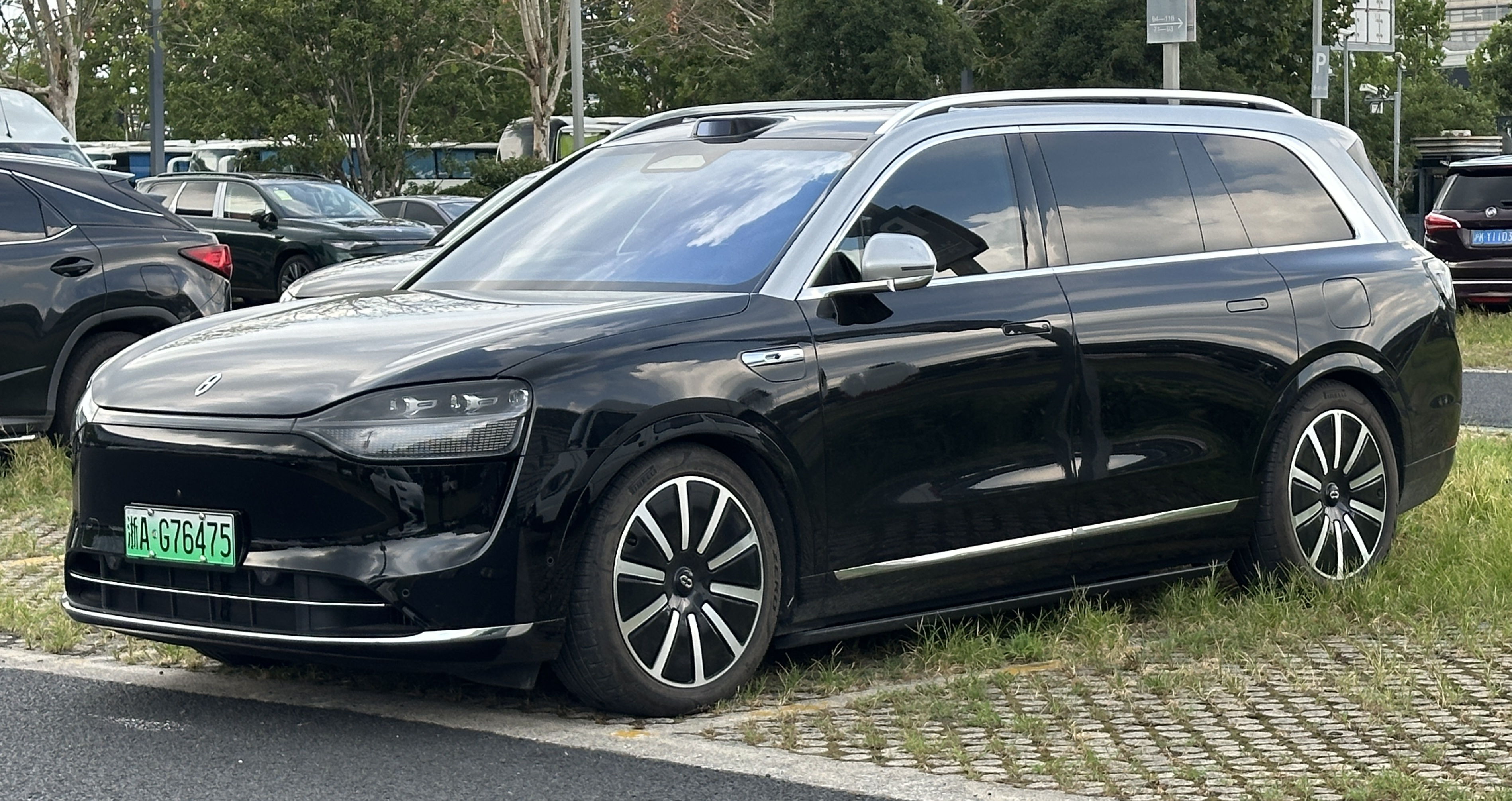
AITO M9

## Vendes
| Any  | Unitats |
| ---- | ------- |
| 2022 | 76.180  |
| 2023 | 94.380  |